# Reinhard E. Ketterer

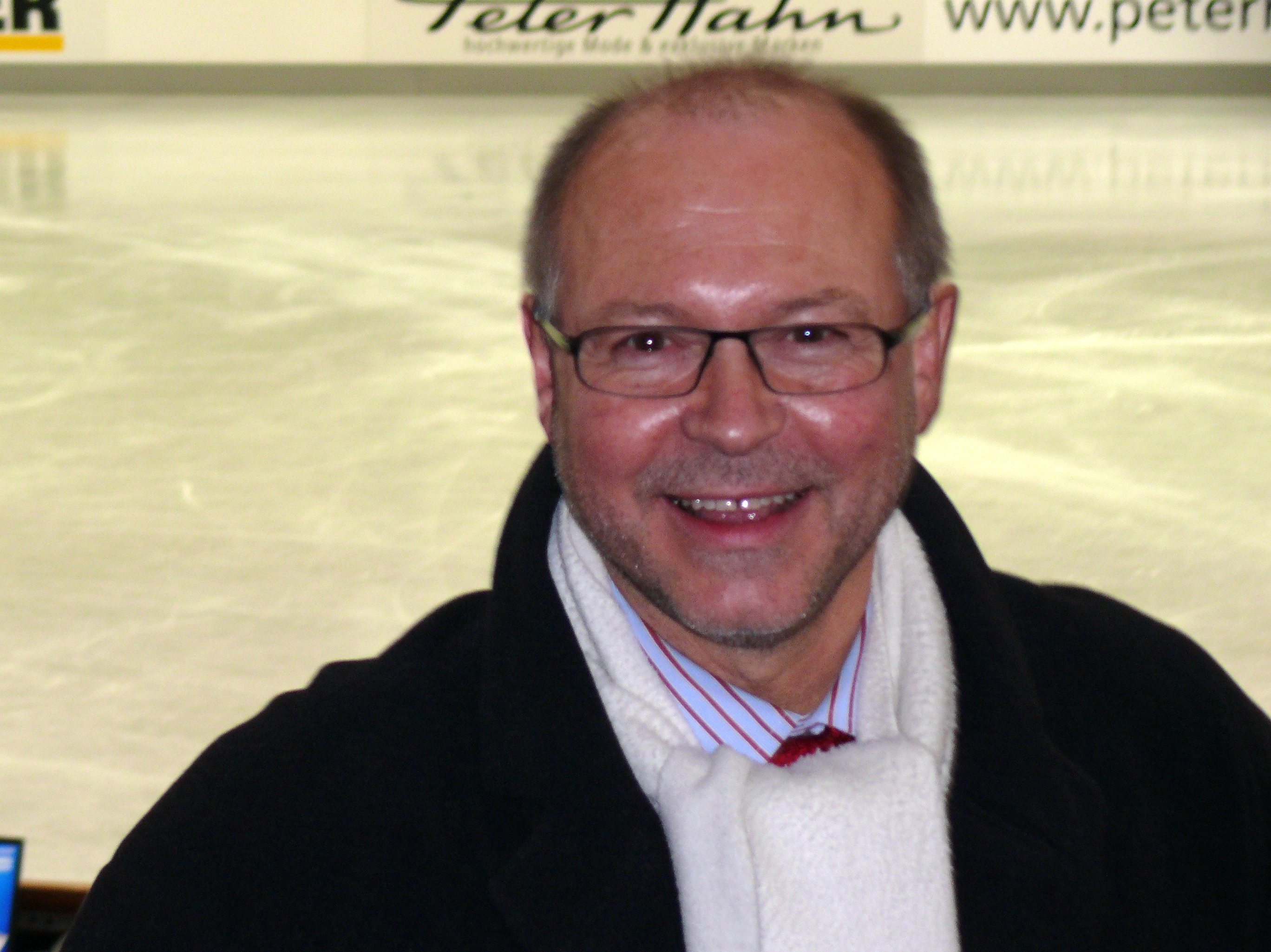
Reinhard Ketterer bei den Deutschen Meisterschaften 2009 in Oberstdorf

Reinhard E. Ketterer (* 31. Mai 1948 in Garmisch-Partenkirchen) ist Vizepräsident der Deutschen Eislauf-Union, ehemaliger deutscher Eiskunstläufer und bis heute Trainer in dieser Sportart.
Reinhard E.Ketterer begann 1956 nach den Weltmeisterschaften in Garmisch-Partenkirchen beim SC Riessersee mit dem Eiskunstlaufen. Sein erster Trainer war Sepp Schönmetzler Senior, der Vater des mehrfachen Deutschen Meisters und international erfolgreichen Eiskunstläufers sowie späteren Biomechanikers, Sepp Schönmetzler.
Später trainierte er bei Erich Zeller. Unter seiner Obhut wurde Reinhard E. Ketterer 1969 Deutscher Meister bei den Herren.
Durch Almut Lehmann kam er 1968 zum Paarlauf. Mit ihr wurde er Deutscher Nachwuchsmeister im Paarlauf 1969. Den Titel Deutscher Juniorenmeister im Paarlauf holte er 1971 zusammen mit der Krefelderin Claudia Zander. Ein Jahr später gewann er mit seiner neuen Partnerin, der Berlinerin Gabriele Cieplik, die Bronzemedaille bei den Deutschen Meisterschaften.
Im gleichen Jahr beendete er seine Amateurlaufbahn, weil er sich auf seine Berufsausbildung konzentrierte. Er trat in den Folgejahren in über 600 Schaulaufveranstaltungen auf.
Von 1972 bis 1973 absolvierte Reinhard E. Ketterer eine Ausbildung zum Sportlehrer im freien Beruf an der Deutschen Sporthochschule Köln. 1974 bis 1978 erlangte er die allgemeine Hochschulreife am Gymnasium und Kolleg Sankt Matthias in Wolfratshausen. 1979 bis 1984 folgte das Lehramtsstudium (Sport und Deutsch) an der Ludwig-Maximilians-Universität München. 1985 bis 1988 realisierte er ein Fernstudium an der Trainerakademie Köln.
Neben seinem Studium war Reinhard E. Ketterer von 1978 bis 1992 Cheftrainer Eiskunstlauf beim SC Riessersee in Garmisch-Partenkirchen. Er ist auch Ehrenmitglied des Vereins. 1982 bis 1991 war er außerdem Trainer bei Lehrgängen der Norwegischen Nationalmannschaft und zugleich im Lehrteam der Norwegischen Trainerausbildung.
Bis zu seinem gesetzlichen Ruhestand war er 22 Jahre Leitender Landestrainer und Bundesstützpunktleiter in Berlin. Seit 2013 ist er 2. Vorsitzender des Berliner Eissport-Verbandes. 2017 hat er die Berliner Aus- und Fortbildung der C-Trainer in jüngere Hände gelegt.
Nach wie vor unterrichtet er als Privattrainer in Lehrgängen und Trainingsseminaren in Deutschland und Österreich. In beiden Ländern ist er seit vielen Jahren in die Aus- und Fortbildung der Trainer eingebunden.
2007 trat er als Jurymitglied bei der RTL Fernsehshow Dancing on Ice auf.
2015 bekam er eine Rolle in dem Kinofilm Die Anfängerin  mit Ulrike Krumbiegel und Annekathrin Bürger von Alexandra Sell.
Am 30. Juni 2018 wurde Reinhard E. Ketterer zum Vizepräsidenten der Deutschen Eislauf-Union gewählt.
Reinhard E. Ketterer lebt in Lichterfelde-West in Berlin und in seiner bayerischen Heimat.

## Ergebnisse

### Herren
| Wettbewerb / Jahr        | 1965 | 1966 | 1967 | 1968 | 1969 | 1970 |
| ------------------------ | ---- | ---- | ---- | ---- | ---- | ---- |
| Weltmeisterschaften      |      |      |      | 17.  | 16.  |      |
| Europameisterschaften    | 14.  |      |      | 12.  |      |      |
| Deutsche Meisterschaften | 5.   | 3.   | 4.   |      | 1.   | 2.   |

### Paarlauf
| Wettbewerb / Jahr        | 1969 | 1970 | 1971  | 1972   |
| ------------------------ | ---- | ---- | ----- | ------ |
| Weltmeisterschaften      |      |      |       | 13.*** |
| Europameisterschaften    |      |      |       | 13.*** |
| Deutsche Meisterschaften | 1.N* |      | 1.J** | 3.***  |

```
*   1968 mit Almut Lehmann im Nachwuchspaarlauf
**  1971 mit Claudia Zander im Juniorenpaarlauf
*** 1972 mit Gabriele Cieplik vom SC Charlottenburg Berlin im Paarlauf
```

| Personendaten    | Personendaten                  |
| ---------------- | ------------------------------ |
| NAME             | Ketterer, Reinhard E.          |
| KURZBESCHREIBUNG | deutscher Eiskunstläufer       |
| GEBURTSDATUM     | 31. Mai 1948                   |
| GEBURTSORT       | Garmisch-Partenkirchen, Bayern |